# Protitelo
Protitelo je topna glikoproteinska molekula iz skupine imunoglobulinov, ki se je sposobna vezati na tujke in jim s tem prepreči, da bi škodovali organizmu. Tujki so lahko povzročitelji bolezni, nelastne beljakovine ali druge molekule, ki jih organizem prepozna kot potencialno nevarne.
Protitelesa razvrščamo v več razredov in jih označujemo kot IgG, IgA, IgM, IgE in IgD. Med seboj se razlikujejo po velikosti, delno tudi po obliki molekule in po vlogi, ki jo imajo v imunskem sistemu. Največ je v telesu imunoglobulinov iz razreda G, zato so te molekule nekakšni prototipi za vse imunoglobuline oziroma za vsa protitelesa. Sestavljeni so iz štirih polipeptidnih verig: dveh težkih in dveh lahkih. Obe težki verigi sta med seboj identični - enako velja za obe lahki verigi. Verige so razporejene v obliki črke Y in so med seboj povezane z disulfidnimi mostički. Tujke vežejo protitelesa z obema vrhovoma krakov. Strokovno ime za tujek, ki se veže na protitelo, je antigen.
Čeprav so si protitelesa med seboj na videz podobna (črka Y), pa se med seboj zelo razlikujejo po aminokislinskih ostankih, ki so na vrhu obeh krakov. Zaradi te raznolikosti so različna protitelesa sposobna vezati različne tujke. Vrhove krakov imenujemo variabilne domene (ena na lahki in ena na težki verigi), medtem ko ostale regije imenujemo konstantne domene (na lahki verigi je ena, na težki pa pri IgG tri - ena na kraku in dve na steblu molekule v obliki črke Y). Domene so si med seboj po obliki zelo podobne.